# Biblioteket i Alexandria

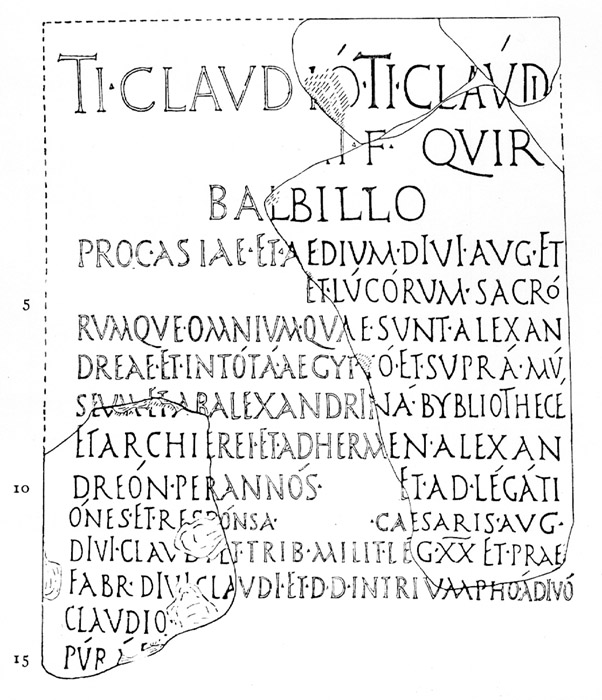
Inskription från år 56 e.Kr., där Biblioteket i Alexandria omtalas.

Biblioteket i Alexandria var under antiken det största biblioteket i världen och gjorde Alexandria till ett ledande lärdomscentrum. Biblioteket förmodas ha grundlagts omkring 280 f.Kr. av Ptolemaios II av Egypten. Eratosthenes och Aristarchos forskade aktivt vid biblioteket, som i sin storhetstid ska ha haft mellan 400 000 och 700 000 rullar, flertalet av papyrus.

## Funktion och användning
Det råder stor oenighet om hur biblioteket var organiserat. Stora delar av biblioteket var med stor sannolikhet decentraliserat, så det kan också ha rört sig om flera bibliotek. Bibliotekets bokbestånd var säkert fördelat på flera byggnader, medan huvudbiblioteket antingen var lokaliserat i förbindelse med eller tätt intill den äldsta byggnaden, Museion, och ett annat bibliotek i det yngre Serapeion, som var ett tempel till Serapis ära. Carlton Welch ger i det följande en karakteristik av huvudbiblioteket, baserat på existerande historiska källor:
"En pelargång, som var täckt av marmor, förband museibyggnaden med en närliggande ståtlig byggnad, också i vit marmor och sten, det hela i arkitektonisk harmoni. Faktiskt skapade det en integrerad del av den stora lärdomsmängden, tack vare att den förste Ptolemaios klokt följde Demetrios av Phalerons råd och geniala tankar. Detta var det berömda biblioteket i Alexandria, "Alexandriana", utan tvivel det främsta undret i den antika världen. Här, i tio stora salar, vilkas vidsträckta väggar var kantade med rymliga skåp (armaria), numrerade och försedda med titlar, förvarades den oerhörda mängden manuskript som innehöll visdom, vetande och information som samlats av de hellenska folkens geni. Var och en av de tio salarna var beräknat till att rymma en särskild lärdomsgrupp, som omfattade de förmodade tio avdelningarna av det hellenistiska vetandet, som kan ha funnits i Kallimachos katalog, Pinakes. Salarna användes av lärde till allmänna efterforskningar och mindre, särskilda rum användes av enskilda eller grupper som företog speciella studier.
Antikythera-mekanismen kan ha varit ett av ämnena man diskuterade där. Kanske fanns [källa behövs] även rullar om krigskonst, eldkastare, tidiga projektilkastare, jordbruk, geologi, astronomi, tidsindelning (av dygnet i timmar, minuter, sekunder), gravitation, konstbevattning, arkitektur och filosofi. 
2004 hävdade en polsk-egyptisk utgrävningsgrupp att de hade funnit delar av biblioteket i Brucheion-området. Arkeologerna hävdade att de hade funnit 13 "läsesalar", vart och ett med ett centralt podium. Zahi Hawass, ordförande för Egyptens högsta råd för fornminnen, hävdar att de rum som hittills har upptäckts hade plats för 5000 besökare.

## Historia
Biblioteket förmodas ha grundlagts omkring 280 f.Kr. (alternativt mellan 300 och 275 f.Kr.) av Ptolemaios II av Egypten. Det första omnämnandet av det finns i ett brev författat av Aristeas (ca. 180–145 f.Kr.) en judisk lärd som verkade vid biblioteket och där beskrev översättningen av Septuaginta till grekiskan av 72 rabbiner.

### Roll i kulturhistorien
Biblioteket blev ganska snart, i motsats till de flesta av sina föregångare, flerspråkigt. Även om grekiska var det viktigaste språket både i bokbeståndet och bland de personer som var knutna till institutionen samlades också böcker på olika orientaliska språk in, och biblioteket blev ett centrum både för den grekiska traditionens självförståelse och den kosmopolitiska hellenistiska tendensen till kulturmöten. Biblioteket i Alexandria var den plats där man först metodiskt försökte skapa sig en överblick över grekisk litteratur och filosofi, där man analyserade det grekiska språket – troligen också andra språk – och etablerade en fast texttradition för grekiska författare som Homeros, Sofokles, Pindaros och Sapfo.
Bilden av den grekiska litteraturen är i hög grad präglad av det urval och det arbete med texter och traditionssamlande som utfördes i Alexandria. Samtidigt blev biblioteket och kretsarna kring det en plats för översättningar och efterforskningar i judisk, egyptisk och babylonisk historia. Denna sida av verksamheten är ofullständigt känd, men Alexandria blev en viktig mötesplats för judiskt och grekiskt, och det uppstod en stark judisk och senare kristen filologisk tradition (till exempel Origenes) som kan ha fått näring av biblioteket.

### Existens under Caesars tid
Där allmänt accepterat att Museion i Alexandria existerade till 400 e.Kr., och om Museion och biblioteket antas vara i stort sett identiska eller förbundna med varandra kan tidigare beskrivningar om förstörelsen röra sig om ett mindre antal böcker lagrade på ett annat ställe. Detta är i överensstämmelse med antalet hos Seneca, som är mycket mindre än det totala antalet böcker i biblioteket. Så i denna tolkning är det till exempel möjligt att böcker som förvarades i ett lager nära hamnen blev förstörda av Caesar genom en olyckshändelse, och att det större antal som nämns i några verk ska anses som opålitliga: feltolkningar gjorda av de munkar som bevarade verken genom Medeltiden eller medvetna förfalskningar. 
Även om man betraktar Museion och biblioteket som klart åtskilda byggnader, finns det övertygande bevis för att biblioteket fortsatte att existera efter den påstådda förstörelsen. Plutarchos, som hävdade att det stora biblioteket, skulle vara förstört (150 år efter den påstådda händelsen), beskriver i "Antonius' levnad" hur Marcus Antonius senare överförde det näststörsta biblioteket till Alexandria, som en gåva till Kleopatra. Han citerar Calvisius som ska ha sagt att "Marcus Antonius har givit henne biblioteket från Pergamon, som innehåller 200 000 olika volymer", även om han själv finner Calvisius påstående svårt att tro på. I Einführung in die Überlieferungsgeschichte (1994, sid. 39) nämner Egert Pöhlmann andra utvidgningar av de alexandrinska biblioteken av Augustus (år 12 e.Kr.) och Claudius (41-54 e.Kr.) Även om de mest allvarliga anklagelserna mot Caesar var riktiga, väcker det frågan om vad som hände med dessa volymer. 
Bibliotekets fortsatta existens stöds också av en antik inskription som hittades i början av 1900-talet, tillägnad Tiberius (död 56 e. Kr.), här citerad efter Handbuch der Bibliothekswissenschaft (Georg Leyh, Wiesbaden 1955): 
"Vi måste forstå att det ämbete, som Tiberius Claudius Balbillus innehade [...] och som innefattade titeln 'supra Museum et ab Alexandrina bibliotheca', måste ha kombinerat ledning av Museet med ledningen av de förenade biblioteken, som en akademi."
Athenaios (cirka 200 e.Kr.) skrev i detaljer i boken Deipnosophistai om Ptolemaios II:s rikedom (309 f.Kr. till 246 f.Kr.) och om typen och antalet av hans skepp. Vad angår biblioteket och museet skrev han: "Varför skulle jag nu peka på böckerna, etableringen av biblioteken och samlingen i museet, när detta är i varje mans minne?" När man tar kontexten av hans påstående i betraktelse och det faktum att museet fortfarande existerade vid denna tidpunkt, är det klart att Athenaios inte kan ha refererat till någon förstörelse: han betraktade bägge faciliteter som så berömda att det inte var nödvändigt för honom att beskriva dem i detaljer. Därför måste man dra slutsatsen att åtminstone några av de alexandrinska biblioteken fortfarande var fungerande på den tiden.

### Förstörelse
En av orsakerna till att så lite är känt om biblioteket är att det blev förstört några århundraden efter dess grundläggning. Många titlar som nämns i bevarade hellenistiska och romerska skrifter, ibland åtföljda av citat eller referat av ett avsnitt – antika historiska verk citerar flitigt varandra – bör en gång ha funnits i Alexandria, men har alltså inte själva bevarats. Förlusten av kunskap när biblioteket upphörde var omfattande, men det bör dock understrykas att denna sorts förlust var en del av den förlust av en stor mängd av texter som skedde under krig i olika epoker, och till sist under folkvandringstidens belägringar, krig och olyckor.
Hur förstörelsen gick till är mycket omdiskuterat och källorna är både motsägelsefulla och ofullständiga, ibland legendartade. Enligt Plutarchos brann biblioteket ned 47 f.Kr. Inte överraskande har det stora biblioteket sedan dess gjorts till en symbol för kunskap, och förstörelsen skylldes på människor som beskrevs som okunniga barbarer, ofta av enbart politiska skäl. Astronomen Carl Sagan som diskuterar bibliotekets undergång i sin bok Cosmos använder det däremot som en metafor för risken när vetenskapen sluter sig inåt och inte vill ta ansvar för sin omvärld.
Mycket av debatten går tillbaka på olika uppfattningar om vad som egentligen utgjorde själva biblioteket. Både Serapeion, ett tempel och dotterbibliotek, och själva Museion existerade möjligen till omkring 400 e.Kr., men en källa från före förstörelsen omtalar Julius Caesar under hans invasion av Alexandria 47 f.Kr.. Caesar satte fiendens flotta i brand, då den låg i hamnen. Några historiker menar, att elden spred sig in i staden och ödelade hela biblioteket. Denna teori hävdas idag endast av en minoritet, även om den är baserad på flera antika källor, som dock är skrivna minst 150 år efter att den förmodade förstörelsen ägde rum. Edward Parsons har analyserat Caesar-teorin i sin bok The Alexandrian Library och sammanfattar källorna som följer:
Bland de 16 författare, känner de 10: Caesar själv, författaren till det alexandrinska kriget, Cicero, Strabon, Titus Livius (av det vi tills vidare känner till), Lucanus, Florus, Suetonius, Appianos och till och med Athenaios, uppenbart inte till bränningen av museet, biblioteket eller böckerna under Caesars besök i Egypten. De sex övriga författarna berättar händelsen så här:
1. Seneca (49 e.Kr.). Han är den första författare som nämner händelsen. Det sker nästan 100 år efter den påstådda begivenheten, där han skriver att 40 000 böcker blev brända.
2. Plutarchos (cirka 117) säger att elden ödelade det stora biblioteket.
3. Aulus Gellius (123 - 169) säger att under "plundringen" av Alexandria blev ca 700 000 volymer brända.
4. Dio Cassius (155 - 235) säger att lagerlokalerna som innehåller korn och böcker blev brända, och att dessa böcker fanns i stort antal och god kvalitet.
5. Ammianus Marcellinus (390) säger att under "plundringen" av staden blev 70 000 böcker brända.
6. Orosius (c. 415) är den sista författaren, och han är den enda som bekräftar Senecas upplysning om vad som blev förstört: 40 000 böcker.
Av alla källorna är Plutarchos den enda som uttryckligen refererar till förstörelsen av biblioteket. Plutarchos var också den första författaren vi känner som nämnde Caesar vid namn i detta sammanhang. Ammianus Marcellinus (sent 300-tal) berättelse ser ut att vara baserad direkt på Aulus Gellius, eftersom ordvalet är nästan det samma.
Flertalet av de antika historikerna, även de som var Caesars starkaste politiska motståndare, berättar inte om den påstådda händelsen. Cecile Orru argumenterar i Antike Bibliotheken, (2002, utgiven av Wolfgang Höpfner) för att Caesar inte kan ha förstört biblioteket, då det befann sig i stadens kungliga kvarter, där Caesars trupper hade förskansat sig efter branden. Det skulle inte ha varit möjligt, om branden hade spritt sig åt det hållet. Förutom att biblioteket var en mycket stor stenbyggnad, och att skriftrullarna var undanlagda i "armaria" och några av dem var lagda i kapslar, är det mycket svårt att se hur en brand i hamnen skulle ha kunnat skada biblioteket i väsentlig grad. Slutligen har nya arkeologiska fynd bekräftat att ett omfattande vattenförsörjningsnätverk som täckte stora delar av taket naturligtvis också täckte det kungliga området. 
Förstörelsen av biblioteket skylls enligt några historiker på en period av inbördeskrig under den sista delen av 300-talet; i detta sammanhang har beskyllningar riktats mot de kristna, som skall ha uppeggats av fanatiska munkar. Sanningshalten i detta är mycket tveksam. Vad som är känt är att Museion, som var en sidobyggnad till biblioteket, överlevde till 300-talet. Det finns också antydningar från medeltiden som hävdar att Kalif Omar under en invasion på 600-talet beordrade att biblioteket skulle förstöras, men dessa påståenden kan allmänt betraktat ses som kristen propaganda mot muslimer.[källa behövs]
Legenden om Kalif Omars förstörelse av biblioteket visar också ett klassiskt exempel på ett dilemma. Omar skall ha sagt, att om böckerna i biblioteket inte innehöll Koranens lära, var de onyttiga och borde förstöras; om de innehöll Koranens lära var de överflödiga och borde förstöras. Därför skall bokrullarna använts som bränsle i Alexandrias badhus.
Det finns en växande enighet bland historiker om att biblioteket i Alexandria säkert led under flera olika förstörande händelser, men att förstörelsen av Alexandrias förkristna tempel i slutet av 300-talet säkert var det hårdaste och mest avgörande slaget mot biblioteket. Bevisen för den förstörelsen av Serapitemplet är de mest slutliga och säkra. Men det ska noteras att Serapitemplet var inte en direkt del av det stora biblioteket, de låg på var sin sida av staden. Caesars invasion kan ha lett till att man miste 40 000–70 000 skriftrullar i ett lager nära hamnen, men det är osannolikt att det kan ha berört biblioteket eller Museion, när man betänker på de många bevisen för att de bägge fanns senare. 
Inbördeskrig, sjunkande investeringar i underhåll och anskaffning av nya skriftrullar och ett allmänt dalande intresse för icke-religiösa saker, samt att papyrus är ett material med väldigt kort livslängd bidrog säkert till nedgången i mängden material som fanns tillgängligt i biblioteket, särskilt på 300-talet. Serapeion blev helt säkert förstört av Theofilos 391, och Museion och biblioteket kan också ha blivit offer för samma kampanj. Man ska inte tänka på bibliotekets förstörelse som en våldsam, dramatisk händelse, det var en långsam process och slutade troligtvis med att biblioteket sakta försvann bland sanden eller sjönk ner i havet. Om det verkligen var en kristen pöbel som var ansvarig för förstörelsen av biblioteket kvarstår frågan varför Plutarchos i förbigående nämner Caesars förstörelse av "Det stora biblioteket" i sin bok "Caesars liv". Plutarchos blev beskyddad av inflytelserika romare, däribland viktiga senatorer, som Plutarchos tillägnade några av sina verk. Sådana beskyddare kan ha uppskattat att lägga skulden på den relativt populistiske Julius Caesar. Det är också viktigt att notera att de flesta av de bevarade antika verken, inbegripet Plutarchos, blev kopierade genom medeltiden av kristna munkar. Under kopieringen har felaktigheter ibland gjorts, och några har hävdat att medvetna förfalskningar inte kan uteslutas, särskilt rörande politiskt känsliga ämnen. Andra förklaringar är säkerligen möjliga, och bibliotekets öde kommer fortsatt att vara ett ämne för hetsiga historiska debatter.

## Andra antika bibliotek
- Ugarit, vars bibliotek från cirka 1200 f.Kr. omfattar diplomatiska arkiv, litterära verk och det tidigaste privatägda biblioteket som hittills har hittats.

- Assurbanipalbiblioteket i Nineve, som betraktas som "första systematiskt insamlade biblioteket". Det blev återfunnet på 1800-talet. Fastän biblioteket hade förstörts, har många fragment av de gamla kilskrifttavlorna överlevt och blivit rekonstruerade. Stora delar av Gilgamesh-eposet var bland de många fynden.

- Villa dei Papyri i Herculaneum, ett av de största privata biblioteken i det tidiga romerska kejsarriket. Man antog att det hade förstörts under Vesuvius utbrott, men det återfanns 1752. Innehållet i biblioteket var förkolnat, men med modern teknologi kan skriftrullarna läsas.

- Caesarea Martima, Israel, som hade ett stort tidigt kristet bibliotek. Genom Origenes och den lärde prästen Pamphilus fick den teologiska skolan vid Caesarea rykte om att ha det mest omfattande kyrkliga biblioteket i sin tid, och det rymde fler än 30 000 manuskript: Gregorios av Nazianzos, Basileios den store, Hieronymus och andra kom dit för att studera.